# Omanana bifurcata
Omanana bifurcata är en insektsart som beskrevs av Delong 1944. Omanana bifurcata ingår i släktet Omanana och familjen dvärgstritar. Inga underarter finns listade i Catalogue of Life.